# Húsos som

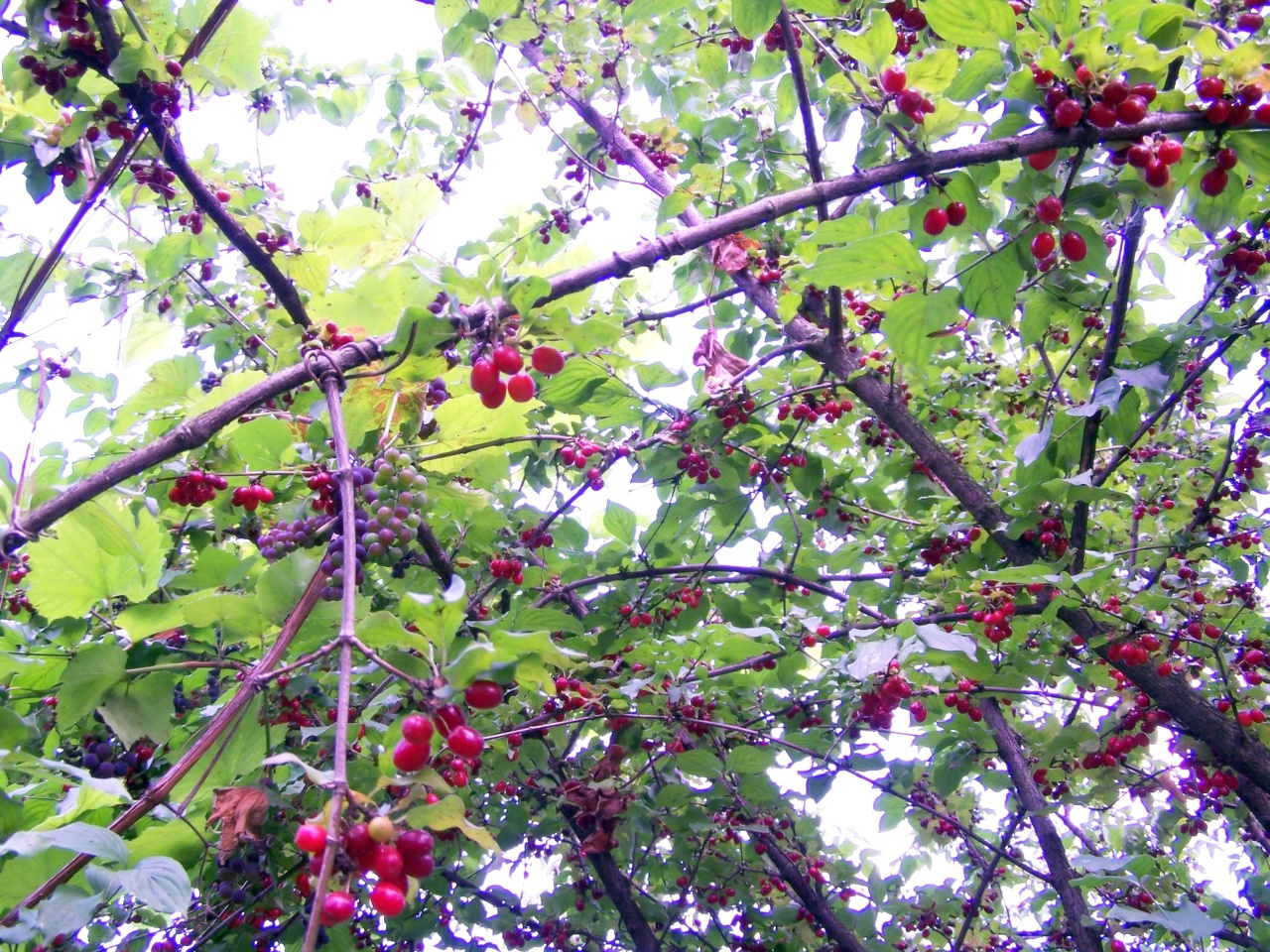
A húsos som

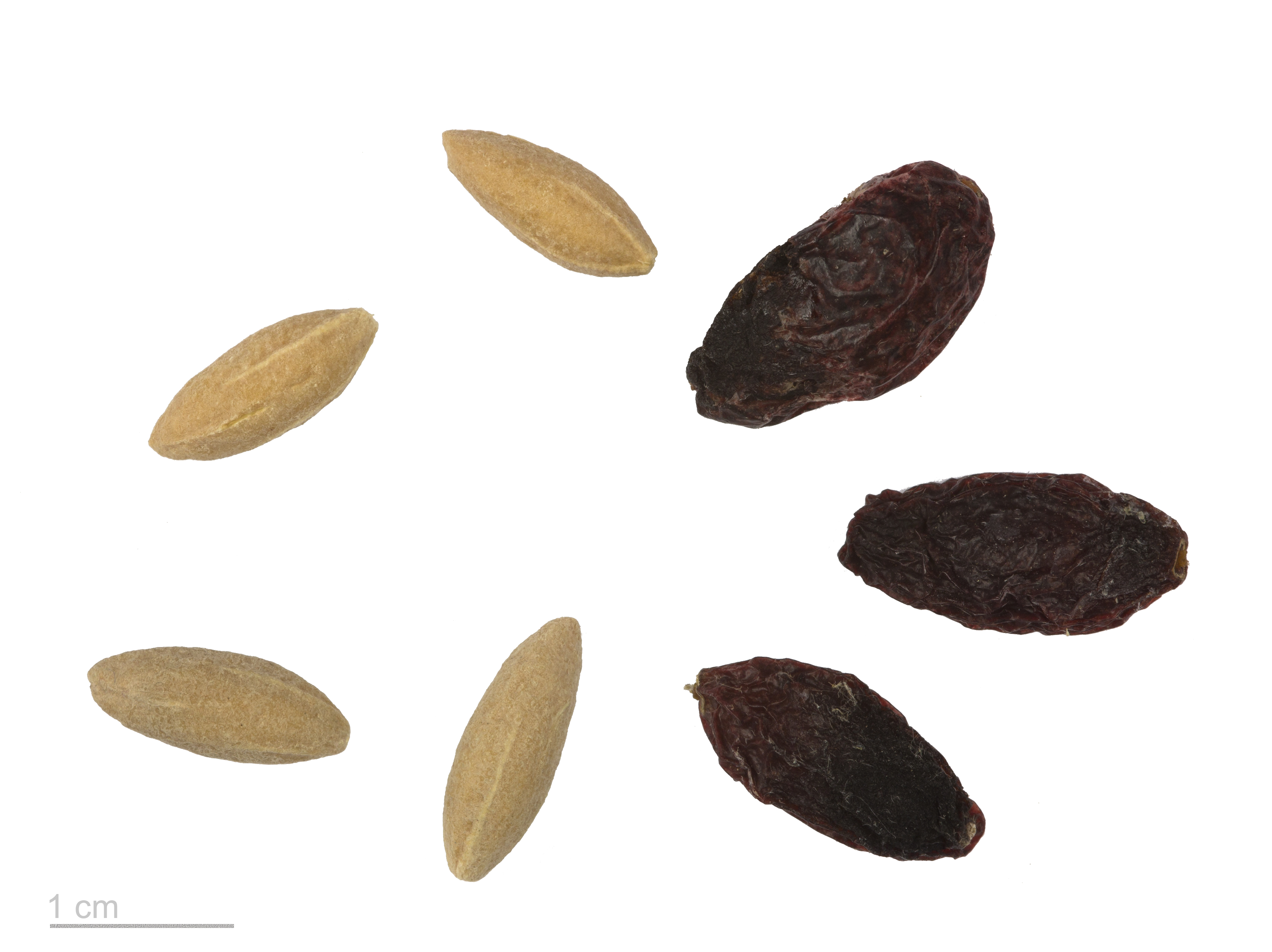
Magvai (balra) és száradt termései (jobbra) a toulouse-i múzeumban

A húsos som (Cornus mas), a somfélék (Cornaceae) családjába tartozó, egész Európában, így a Kárpát-medencében is elterjedt, 3–7 méter magasra növő cserje. Még a lombosodást megelőzően nyíló sárga virágai nem csak a tavasz első hírnökei, hanem dísze is a kertnek. Gyümölcsei 1,5 – 3 centiméter nagyságúak lehetnek, hosszúkás szilvára emlékeztető, általában élénkpiros, savanykás, pikáns ízű. A gyümölcshúsán belül csontmagot találunk.

## Elnevezései
Németül Kornelkirsche vagy Dirndl a neve, melynek első része a latin cornus („szarv”, „szaru”) szóból ered, mert annyira kemény a fája. A második rész a gyümölcs küllemére utal, mert messziről a cseresznyére emlékeztet, bár eléggé ovális. Egyébként nevezik Hartriegel néven is. A francia neve is latin eredetű: a cornouiller male névvel jelölik.
A termés angol elnevezése a némethez hasonló: Cornelian cherry. A növény legelterjedtebb neve azonban többnyire egyszerűen csak cornel.

## Termőhelyei
A húsos som a középhegységek vadon élő növénye, általában az erdőszéleken találkozhatunk vele, mert a napos helyeket kedveli, árnyékban nem terem gyümölcsöt. Több országban is termesztik, (például: Ausztriában, Lengyelországban, Bulgáriában, Romániában és Szlovákiában), őshonos, régi növényünk, amit a helység- és családnevek is igazolnak (Somló, Somlyó, Som, Somos). Magyarországon többek közt a Gödöllői-dombság területén él.

## Jellemzői
Piros héjú, tojásdad, hosszúkás, csonthéjas magot tartalmazó gyümölcse éretten kellemes ízű és szépen díszítő, melyek nemcsak forma-, hanem színgazdag gyümölcsűek (kerek, ovális, elliptikus, körte, bordó, viola, sárga, fehér, csíkos). Fája igénytelen, tősarjairól bárhova telepíthető, a téli hideget is jól tűri. Átellenes állású levelei ép szélűek, hosszan elkeskenyedő csúcsúak, a sárga virágok ernyőszerű csoportokban március-áprilisban, a lombfakadás előtt nyílnak.

## Fajtái
Nagy gyümölcsű fajtái a szlovák Devin és Titus, valamint az osztrák Jolico.
Sárga gyümölcsű: Cornus mas Fructu flavo.
Van sárga gyümölcsű, és körte formájú gyümölcsöt termő változata is.  Az utóbbi az Őszi tűz nevet kapta felfedezőjétől, Schmidt Gábortól.
Ismert fajtája még a Reichtragende Selektion. Magyarországi tájfajtái a Császlói, mely Szatmárban és a Nyírségben honos, és a Szadai (Szada község Gödöllő közelében található).

### Más ehető fajok
- csillag som – Cornus kousa,
- Porlock som – Cornus 'Porlock' (Cornus capitata x Cornus kousa),
- kanadai som – Cornus canadensis

## Rokon fajok
Veresgyűrű som – Cornus sanguinea – Magyarországon őshonos faj.

## Termesztése, felhasználása

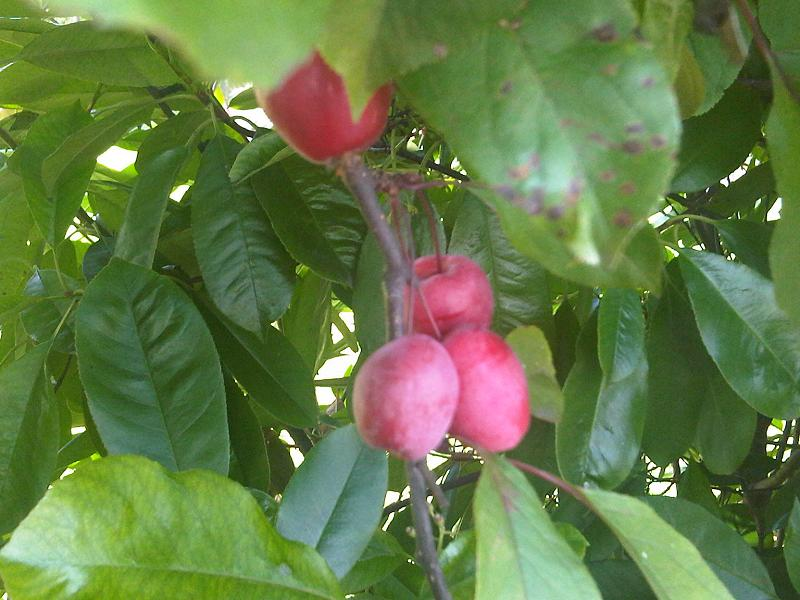
A piros héjú, tojásdad és hosszúkás gyümölcsei

A termesztésekor a sombokor alig igényel gondozást, legfeljebb idősebb korában ritkítani kell. Manapság a kertekben és a közparkokban főként díszcserjének ültetik, pedig a som igen értékes gyümölcsöt is terem, amelyből – különösen vadas húsok mellé való – kiváló lekvár készíthető. C-vitamin tartalma 200 mg/100g körül van, karotinban gazdag. Lekvár, szörp, dzsem, kompót, gyümölcsbor, pálinka készíthető belőle. 
Az éretlen termését az olajbogyóhoz hasonlóan már az ókor óta szokás sós vagy ecetes vízben köménymaggal eltenni. Borecetben elrakva a kapribogyót helyettesítheti. Savanyítani is szokták, és vadhúsból készült ételekhez tálalják. Korábban a házikertekben gyakori növény volt, ma már háttérbe szorult.